# نووفدوروفکا (شهرستان آئورگازینسکی، باشقیرستان)
نووفدوروفکا (به لاتین: Novofedorovka) یک منطقهٔ مسکونی در روسیه است که در باشقیرستان واقع شده‌است.